# Martha Marcela Mora
Martha Marcela Mora Pinto (24 de julio de 1977) es una botánica colombiana.
Desarrolló su carrera en Ciencias Naturales en la Universidad Nacional de Colombia.

## Honores

### Epónimos
- (Araceae) Anthurium morae Croat[2]
- La abreviatura «M.M.Mora» se emplea para indicar a Martha Marcela Mora como autoridad en la descripción y clasificación científica de los vegetales.[3]